# Elophila galinaea
Elophila galinaea is een vlinder uit de familie van de grasmotten (Crambidae), uit de onderfamilie van de Acentropinae. De wetenschappelijke naam van deze soort is voor het eerst gepubliceerd in 2016 door Christian Guillermet.
De soort komt voor in Réunion.